# Even in Arcadia
Even in Arcadia es el cuarto álbum de estudio de la banda británica de metal alternativo Sleep Token que fue lanzado el 9 de mayo de 2025. Este fue el primer lanzamiento de la banda bajo el nuevo sello discográfico RCA Records. 
El álbum ha atraído mucha atención mediática gracias a la estrategia de marketing poco convencional que ha implementado la banda, que incluye pistas, códigos, acertijos, ubicaciones reales y medios como el pronóstico del tiempo de WRAL, que ofrecen pistas sobre fechas de lanzamiento y sencillos, todo con referencias a la tradición que la banda entrelaza en su música.

## Antecedentes y lanzamiento
El 18 de febrero de 2025, Sleep Token creó su primera cuenta oficial de TikTok y, para su primera publicación, la subtituló con un misterioso sitio web titulado "Show Me How to Dance Forever". El sitio web mostraba una estética floral rosa/gris entre la arquitectura de épocas anteriores, con letras aparentemente aleatorias desordenadas en la pantalla que debían introducirse en una secuencia específica. Los fanes de la banda encontraron en el código fuente del sitio web una disposición de código que representaba un arco y coordenadas de ubicación que conducían al Monumento del Pastor del siglo XVIII en los terrenos de Shugborough Hall en Staffordshire, Inglaterra, debajo de una imagen reflejada del cuadro de Nicolas Poussin de los Pastores de Arcadia. La inscripción del monumento es una famosa cifra sin resolver llamada la inscripción de Shugborough, cuya disposición correcta se descubrió en el sitio web. Una vez que los usuarios la ingresaban correctamente, aparecía un flamenco negro (al que los aficionados de la banda apodaron Jerry) y se les pedía su dirección de correo electrónico. Los usuarios recibieron un mensaje de "Con gratitud" y un correo electrónico titulado "BEHOLD, A DIVIDE", con dos opciones disponibles: "House Veridian" y "Feathered Host", cada una con su logotipo y paleta de colores distintivos. Al seguir los enlaces de ambas imágenes, se dirigía a la tienda de merchandising de la banda. Se envió un segundo correo electrónico que dirigía al usuario a la "casa" del enlace que había seguido inicialmente.
El 7 de marzo de 2025, Sleep Token anunció oficialmente nuevo material a través de su página oficial de Instagram, así como de las cuentas de Instagram de las dos Casas. El vídeo mostraba un flamenco negro rodeado de flores frente a una antigua arquitectura gótica con el mensaje "Prepárense para una nueva propuesta" y un enlace para preguardar una canción en plataformas de streaming. Ese mismo día, cada cuenta de Instagram de cada casa compartió un fragmento de código morse, que traducía a coordenadas de ubicaciones cercanas en el Observatorio Griffith de Los Ángeles, California. Los aficionados que siguieron la publicación y visitaron las ubicaciones encontraron códigos QR con el logotipo de cada casa. Estos códigos QR se escaneaban como las palabras "Sangre" y "Luna", y los recursos de cada uno mostraban un número que, al introducirse como código, revelaba la palabra "EMERGENCE".
El 13 de marzo de 2025, Sleep Token anunció un nuevo álbum de 10 canciones titulado Even in Arcadia, con fecha de lanzamiento prevista para el 9 de mayo de 2025. Al mismo tiempo, lanzaron el primer sencillo, titulado "Emergence", disponible en todas las plataformas de streaming. Se anunció una nueva gira por Estados Unidos con fechas confirmadas y se lanzó una nueva página web con nuevos productos disponibles para reservar.
En ese momento, el meteorólogo Chris Michaels, quien se presenta como meteorólogo matutino de la cadena WRAL y es conocido por incorporar sutilmente letras de bandas de metal en sus reportajes televisivos, compartió en Instagram un clip con el logo de Sleep Token en la pantalla, Emergence sonando y el mensaje: "Prepárense. 29/3". A continuación, publicó otro adelanto sobre esa fecha, pidiéndonos que nos "preparáramos" en su reportaje y que algo se "desarrollaría más adelante en la semana". En la pantalla, a sus espaldas, se mostraban varias ciudades de la región con la leyenda "He aquí una ofrenda" en la parte superior. A algunas ciudades les faltaban caracteres y los aficionados rápidamente descubrieron que las letras faltantes formaban "CARAMEL", deduciendo que un ejemplo de pirólisis de azúcar daría como resultado Caramel. Días después, las cuentas oficiales de Instagram de Sleep Token y la casa compartieron un nuevo video muy similar al que adelantó "Emergence", esta vez con el ya familiar flamenco negro caminando dentro de uno de estos edificios con la estética del jardín Arcadia, con el mensaje: "Prepárense. Caramel. 4/4". Tras este adelanto, todas las plataformas de streaming revelaron que "Caramel" sería la quinta canción del nuevo álbum, confirmándose como el segundo sencillo. El 3 de abril de 2025, Sleep Token publicó una cuenta regresiva para el estreno de "Caramel" en su canal oficial de YouTube.
El 25 de abril de 2025, Sleep Token lanzó su tercer sencillo, "Damocles", en todas las plataformas de streaming. La letra de la canción explora con más detalle el impacto que el ascenso de la banda a la fama tuvo en Vessel.

## Composición
Musicalmente, Even in Arcadia ha sido descrito como un álbum de metal alternativo, djent, pop, R&B, metal progresivo, pop rap, trap, y metalcore, con elementos de emo, arena rock, trip hop, electrónica, y reggaeton.

## Recepción
Even in Arcadia recibió críticas generalmente favorables. En Metacritic, que otorga una calificación del 1 al 100 a las reseñas de publicaciones profesionales, el álbum recibió una puntuación media ponderada de 64, basada en ocho reseñas, que el sitio web categorizó como "generalmente favorables".
Neil Z. Yeung de AllMusic, le dio a Even in Arcadia una reseña positiva, elogiando a la banda por incorporar diversos estilos en el álbum. Describió el tema "Caramel" como el más destacado, considerándolo "una evolución simplificada de su sonido consolidado". Susan Hansen, escribiendo para Clash, opinó que el álbum es "una escucha absorbente" y que la banda explora territorios de géneros inexplorados. Hansen finaliza su reseña afirmando que "la maestría de Sleep Token para construir enigmas musicales es completamente fluida y continua, y Even in Arcadia no es la excepción. Es un valor comercial y artístico único, inamovible. En todo caso, en este proyecto llevan la calidad precisa al siguiente nivel, con un refinamiento que todos pueden apreciar".
Emma Wilkes de Kerrang!, escribió una reseña general positiva, afirmando que los "pequeños detalles del álbum quedan eclipsados por la altura de sus mejores momentos". Con "pequeñas objeciones", Wilkes se refiere al tema "Past Self", que describe como un "pop etéreo de sintetizador y caja de ritmos" que se vuelve un poco inestable. 
Rishi Shah de NME aclamó el álbum, opinando que "hace añicos cualquier expectativa, basándose en la valentía de su predecesor, en cuanto a sonido, mientras que sus letras revelan la versión más expuesta de Vessel que hemos visto hasta ahora. Desde el Edén hasta Arcadia, y más allá, que la adoración continúe". Por otro lado, el álbum fue criticado por Pitchfork, quien lo describió como "suave, plano, sin filos y completamente carente de dinámica, a pesar de sus numerosos intentos de oscilar entre baladas entrecortadas y breakdowns contundentes".
Asimismo, un crítico de Sputnikmusic criticó el álbum, criticando sus letras y describiéndolo como "probablemente el mejor y peor trabajo de la banda hasta la fecha". El crítico continuó afirmando que "Sleep Token ha demostrado de manera concluyente que son compositores totalmente incompetentes, y todo aquí es casi ofensivamente aburrido".

## Lista de canciones
Todas las canciones escritas y compuestas por Vessel y II a menos que se indique lo contrario. 
| N.º | Título             | Duración |  |
| 1.  | «Look to Windward» | 7:46     |  |
| 2.  | «Emergence»        | 6:26     |  |
| 3.  | «Past Self»        | 3:35     |  |
| 4.  | «Dangerous»        | 4:11     |  |
| 5.  | «Caramel»          | 4:50     |  |
| 6.  | «Even in Arcadia»  | 4:28     |  |
| 7.  | «Provider»         | 6:06     |  |
| 8.  | «Damocles»         | 4:25     |  |
| 9.  | «Gethsemane»       | 6:23     |  |
| 10. | «Infinite Baths»   | 8:23     |  |

## Posicionamiento en lista
| Lista (2025)                                 | Mejor posición |
| -------------------------------------------- | -------------- |
| Alemania (Offizielle Top 100)                | 1              |
| Australian Albums (ARIA)                     | 1              |
| Austrian Albums (Ö3 Austria)                 | 1              |
| Bélgica (Ultratop Flandes)                   | 1              |
| Bélgica (Ultratop Valonia)                   | 4              |
| Canadian Albums (Billboard)                  | 1              |
| Danish Albums (Hitlisten)                    | 8              |
| Escocia (Scottish Albums Chart)              | 1              |
| Spanish Albums (PROMUSICAE)                  | 24             |
| Finlandia (Suomen virallinen lista)          | 5              |
| Icelandic Albums (Tónlistinn)                | 8              |
| Irlanda (OCC)                                | 3              |
| Italian Albums (FIMI)                        | 15             |
| Lithuanian Albums (AGATA)                    | 16             |
| New Zealand Albums (RMNZ)                    | 1              |
| Norwegian Albums (IFPI Topplista)            | 6              |
| Países Bajos (Album Top 100)                 | 1              |
| Reino Unido (UK Albums Chart)                | 1              |
| Reino Unido (UK Rock & Metal Albums)         | 1              |
| Swedish Albums (Sverigetopplistan)           | 4              |
| Swedish Hard Rock Albums (Sverigetopplistan) | 2              |
| Suiza (Schweizer Hitparade)                  | 2              |
| US Billboard 200                             | 1              |

## Personal
Sleep Token
- Vessel  – Voz, Guitarra líder, Guitarra rítmica, bajo, teclados, piano y programación
- II – Batería
- Carl Bown – mezcla, edición, programación
- Gabi Rose – saxofón (2)